# Derek Shulman
Derek Shulman (nacido Derek Victor Shulman, el 11 de febrero de 1947, en The Gorbals, Glasgow, Escocia) es un músico británico y cantante, multinstrumentista y productor. Entre 1970 y 1980 fue el vocalista principal de la banda Gentle Giant.

## Discografía
Con Gentle Giant
- Gentle Giant (1970)
- Acquiring the Taste (1971)
- Three Friends (1972) (#197 US)
- Octopus (1972) (#170 US)
- In a Glass House (1973)
- The Power and the Glory  (1974) (#78 US)
- Free Hand (1975) (#48 US)
- Interview (1976) (#137 US)
- The Missing Piece (1977) (#81 US)
- Giant for a Day (1978)
- Civilian (1980) (#203 US)